# Mick Karn
Mick Karn, seudónimo artístico de Andonis Michaelides (Nicosia, Chipre; 24 de julio de 1958-Chelsea, Londres; 4 de enero de 2011), fue un músico de la banda británica Japan.

## Biografía
Cuando tenía 3 años, sus padres se mudaron a Londres, Inglaterra. Su padre trabajó como carnicero.
En el colegio conoció a David Sylvian y a Richard Barbieri, quienes compartían sus gustos por la música. Junto al primero y el hermano menor de este, Steve Jansen, formaron en 1974 una banda que empezó a tocar por diferentes lugares de la ciudad.
Se dice que Karn iba a ser el cantante, pero su timidez le impidió hacerlo. Sylvian tomaría su lugar frente al micrófono. Con Barbieri y Rob Dean en la banda, Japan  comenzó a grabar demos, hasta que a finales de 1977 grabarían su primer álbum "Adolescent Sex", el cual saldría al año siguiente.
Durante la disolución de Japan, debido a sus diferencias con Sylvian, Karn lanzó su primer LP, llamado "Titles", en 1982. Ese año colaboraría con Midge Ure en un sencillo llamado "After A Fashion", y lo volvería a hacer en una serie de conciertos en 1988 al lado de Brian May, Howard Jones, Phil Collins y de Steve Jansen. En 1984 formó un proyecto con Peter Murphy, cantante de Bauhaus, llamado Dali's Car, el cual solo sacó un solo álbum.
Pete Townshend de The Who lo llamó "el mejor bajista de Gran Bretaña". Desde sus inicios en Japan, Karn siempre ha sido reconocido por su manera de tocar el bajo.
Mantuvo su relación amistosa con Steve Jansen y Richard Barbieri, con quienes grabó diferentes proyectos experimentales. En 1991 los cuatro de Japan se reúnen bajo el nombre de Rain Tree Crow un proyecto editado por Virgin que aportó 13 temas vanguardistas que marcarían el rumbo que todos seguirían en solitario.
En junio de 2010 le fue diagnosticado cáncer terminal. No tenía medios para paliar la enfermedad, pero fue ayudado por  artistas como Midge Ure,  Steve Jansen, Richard Barbieri (junto con su banda actual Porcupine Tree) y David Sylvian. Estos artistas dieron un concierto benéfico y recursos para su tratamiento y para el bienestar de su esposa e hijo.
Falleció el 4 de enero de 2011.

## Instrumentos
- Un primer bajo, de marca y modelo desconocido con el que Karn aprendió a tocar. Probablemente este mismo bajo sea el mismo al cual Karn le quitó los trastes durante la grabación del segundo álbum de Japan, Obscure Alternatives, lo que dio inicio a su estilo aclamado de tocar este instrumento.[2]
- Ibanez, una copia de algún modelo original que adquirió tras comenzar a ser manejado, junto con el resto de Japan, por Simon Napier Bell.[3] Era con trastes.[2]
- Rickenbacker 4001 BG.[4]
- Travis Bean 2000, sin trastes.
- Wal, sin trastes.
- Music Man StingRay.[5]

## Discografía
Álbumes:
- Titles (1982)
- Dreams of Reason Produce Monsters (1987)
- Bestial Cluster (1993)
- The Tooth Mother (1995)
- Each Eye a Path' (2001)
- Each Path a Remix (2003)
- More Better Different (2004)
- Love's Glove EP (2005)
- Three Part Species (2006)

Sencillos:
- After A Fashion (con Midge Ure) (1982)

Colaboraciones:
- Dance - Gary Numan (1981): bajo, saxofón.
- Chimera - Bill Nelson (1983): bajo, ingeniero de producción.
- The Sensual World - Kate Bush (1989): bajo.
- Rain Tree Crow- (1991): bass, brass, horn arrangement.